# Liostenogaster pardii
Liostenogaster pardii är en getingart som beskrevs av Turner och Carf. 1996. Liostenogaster pardii ingår i släktet Liostenogaster och familjen getingar. Inga underarter finns listade i Catalogue of Life.